# Crosslauf-Weltmeisterschaften 1990
Die 18. Crosslauf-Weltmeisterschaften der IAAF fanden am 25. März 1990 auf der Pferderennbahn von Aix-les-Bains (Frankreich) statt.
Die Männer starteten über eine Strecke von 12,2 km, die Frauen über 6 km, die Junioren über 8 km und die Juniorinnen über 4,4 km.

## Ergebnisse

### Männer

#### Einzelwertung
| Platz | Athlet           |  |  | Land | Zeit (min) |
| ----- | ---------------- |  |  | ---- | ---------- |
| 1     | Khalid Skah      |  |  | MAR  | 34:21      |
| 2     | Moses Tanui      |  |  | KEN  | 34:21      |
| 3     | Julius Korir     |  |  | KEN  | 34:22      |
| 4     | Haji Bulbula     |  |  | ETH  | 34:25      |
| 5     | William Mutwol   |  |  | KEN  | 34:26      |
| 6     | Ibrahim Kinuthia |  |  | KEN  | 34:30      |
| 7     | Domingos Castro  |  |  | POR  | 34:45      |
| 8     | Abebe Mekonnen   |  |  | ETH  | 34:49      |

Von 230 gestarteten Athleten erreichten 226 das Ziel.
Teilnehmer aus deutschsprachigen Ländern:
- 88: Markus Graf (SUI), 36:15
- 89: Markus Pingpank (FRG), 36:15
- 112: Hansjörg Brücker (SUI), 36:31
- 143: Marius Hasler (SUI), 37:00
- 195: Detlef Schwarz (FRG), 38:05
- 196: Heinz-Bernd Bürger (FRG), 38:06

#### Teamwertung
| Platz | Land und Athleten                                                                                    | Gesamtpunktzahl und Einzelplatzierung |
| ----- | --- | ------------------------------------- |
| 1     | Kenia Moses Tanui Julius Korir William Mutwol Ibrahim Kinuthia Paul Kipkoech Boniface Merande        | 042 02 03 05 06 09 017                |
| 2     | Äthiopien Haji Bulbula Abebe Mekonnen Tesfaye Tafa Addis Abebe Dube Jillo Debebe Demisse             | 096 04 08 014 019 024 027             |
| 3     | Spanien Antonio Prieto Martín Fiz Alejandro Gómez José Manuel García Abel Antón Constantino Esparcia | 176 010 015 032 036 038 045           |

Insgesamt wurden 24 Teams gewertet.

### Frauen

#### Einzelwertung
| Platz | Athletin           | Land | Zeit (min) |
| ----- | ------------------ | ---- | ---------- |
| 1     | Lynn Jennings      | USA  | 19:21      |
| 2     | Albertina Dias     | POR  | 19:33      |
| 3     | Jelena Romanowa    | URS  | 19:33      |
| 4     | Luchia Yishak      | ETH  | 19:33      |
| 5     | Nadia Dandolo      | ITA  | 19:39      |
| 6     | Jane Ngotho        | KEN  | 19:41      |
| 7     | Conceição Ferreira | POR  | 19:45      |
| 8     | Viorica Ghican     | ROU  | 19:47      |

Von 139 gestarteten Athletinnen erreichten 138 das Ziel.
Teilnehmerinnen aus deutschsprachigen Ländern:
- 14: Jeanne-Marie Pipoz (SUI), 19:52
- 38: Kathrin Ullrich (GDR), 20:14
- 48: Annette Hüls (FRG), 20:24
- 46: Martine Oppliger (SUI), 20:23
- 54: Anke Schäning (GDR), 20:28
- 65: Birgit Jerschabek (GDR), 20:39
- 79: Annette Fincke (GDR), 20:49
- 86: Tanja Kalinowski (FRG), 20:59
- 88: Isabella Moretti (SUI), 21:01
- 104: Daria Nauer (SUI), 21:11
- 124: Nelly Glauser (SUI), 21:44
- 113: Claudia Metzner (FRG), 21:21
- 116: Andrea Fleischer (GDR), 21:24
- 127: Kerstin Streck (FRG), 21:48

#### Teamwertung
| Platz | Land und Athletinnen                                                             | Gesamtpunktzahl und Einzelplatzierung |
| ----- | -------------------------------------------------------------------------------- | ------------------------------------- |
| 1     | Sowjetunion Jelena Romanowa Nadeschda Galjamowa Olga Nasarkina Regina Čistiakova | 37 03 10 11 13                        |
| 2     | Äthiopien Luchia Yishak Derartu Tulu Adanech Erkulo Getenesh Urge                | 75 04 15 25 31                        |
| 3     | Portugal Albertina Dias Conceição Ferreira Aurora Cunha Monica Gáma              | 80 02 07 21 50                        |

Insgesamt wurden 23 Teams gewertet. Die DDR-Mannschaft belegte mit 236 Punkten den 14. Platz, die Schweizer Mannschaft mit 252 Punkten den 16. Platz und die bundesdeutsche Mannschaft mit 374 Punkten den 20. Platz.

### Junioren

#### Einzelwertung
| Platz | Athlet          | Land | Zeit (min) |
| ----- | --------------- | ---- | ---------- |
| 1     | Kipyego Kororia | KEN  | 22:13      |
| 2     | Richard Chelimo | KEN  | 22:14      |
| 3     | Fita Bayisa     | ETH  | 22:24      |

Von 127 gestarteten Athleten erreichten 126 das Ziel.
Teilnehmer aus deutschsprachigen Ländern:
- 57: Rainer Huth (FRG), 24:41
- 58: Hartmut Merl (FRG), 24:42
- 63: Marc Dauer (FRG), 24:45
- 86: Jacky Lovis (SUI), 25:19
- 98: Holger Ahrenberg (FRG), 25:31
- 105: Frank Schouren (FRG), 25:47

#### Teamwertung
| Platz | Land und Athleten                                                             | Gesamtpunktzahl und Einzelplatzierung |
| ----- | ----------------------------------------------------------------------------- | ------------------------------------- |
| 1     | Kenia Kipyego Kororia Richard Chelimo Ismael Kirui Samuel Otieno              | 12 01 02 04 05                        |
| 2     | Äthiopien Fita Bayisa Abraham Assefa Assefa Gebremedhin Tesgie Legesse        | 27 03 07 08 09                        |
| 3     | Italien Stefano Baldini Vincenzo Modica Francesco Bennici Christian Leuprecht | 85 13 17 27 28                        |

Insgesamt wurden 20 Teams gewertet. Die bundesdeutsche Mannschaft belegte mit 276 Punkten den 14. Platz.

### Juniorinnen

#### Einzelwertung
| Platz | Athletin        | Land | Zeit (min) |
| ----- | --------------- | ---- | ---------- |
| 1     | Liu Shixiang    | CHN  | 14:19      |
| 2     | Yan Qinglan     | CHN  | 14:20      |
| 3     | Susan Chepkemei | KEN  | 14:22      |

Alle 121 gestarteten Athletinnen erreichten das Ziel.
Teilnehmerinnen aus deutschsprachigen Ländern:
- 65: Ursula Jeitziner (SUI), 15:43
- 66: Svenja Lütje (FRG), 15:44
- 67: Ursula Friedmann (FRG), 15:44
- 88: Christine Stief (FRG), 16:07
- 107: Petra Krodinger (FRG), 16:28
- 110: Andrea Tschopp (SUI), 16:39

#### Teamwertung
| Platz | Land und Athletinnen                                                     | Gesamtpunktzahl und Einzelplatzierung |
| ----- | ------------------------------------------------------------------------ | ------------------------------------- |
| 1     | Kenia Susan Chepkemei Caroline Chepkorir Kwambai Lina Chesire Ann Mwangi | 20 03 04 05 08                        |
| 2     | Japan Minori Hayakari Shiki Terasaki Yumi Osaki Natsue Koikawa           | 44 09 10 11 14                        |
| 3     | Volksrepublik China Liu Shixiang Yan Qinglan Liu Xian Liu Yianying       | 68 01 02 27 38                        |

Insgesamt wurden 21 Teams gewertet. Die bundesdeutsche Mannschaft belegte mit 328 Punkten den 17. Platz.